# Ned Glass
Pour les articles homonymes, voir Glass.
Ned Glass est un acteur américain, né le 1er avril 1906 en Pologne, et mort le 15 juin 1984 à Encino (États-Unis).

## Filmographie
- 1937 : La Folle Confession (True Confession) : Second Photographer
- 1938 : Give Me a Sailor : Reporter
- 1938 : Dick Tracy Returns (en) : Kid Stark [Chs. 1, 13]
- 1938 : Next Time I Marry (en) : Reporter
- 1939 : Three Little Sew and Sews : Sailor with telegram
- 1939 : Woman Doctor : Undetermined Role
- 1939 : I'm from Missouri : Teller
- 1939 : Pest from the West : Deckhand
- 1939 : Trouble Finds Andy Clyde
- 1939 : Coast Guard : Lookout
- 1939 : Mooching Through Georgia : Union Veteran Joe McIntyre
- 1940 : Pardon My Berth Marks : Man in train station
- 1940 : Nutty But Nice : Mr. Williams
- 1940 : From Nurse to Worse : Dog Catcher
- 1940 : Glamour for Sale : Cop
- 1940 : Prairie Schooners : Skinny Hutch
- 1940 : Beyond the Sacramento (en) : Bank Teller George
- 1941 : The Richest Man in Town (en) de  Charles Barton : Man
- 1941 : King of Dodge City (en) : Bank teller
- 1941 : Go West, Young Lady : Loiterer
- 1942 : Glove Birds : Jailer
- 1949 : Hokus Pokus : Svengarlic's Manager
- 1950 : The Grass Is Always Greener : Stub
- 1950 : Perfect Strangers : O'Hanlon
- 1950 : The Damned Don't Cry : chauffeur de taxi
- 1950 : The Great Jewel Robber : Prisoner in Jail Cell
- 1950 : Corruption (The Underworld Story) de Cy Endfield : Editor, Atlas News Service
- 1950 : Le Mystère de la plage perdue (Mystery Street) : Dr. Ben Levy, McAdoo's asst.
- 1950 : Three Hams on Rye : Nick Barker
- 1950 : He's a Cockeyed Wonder : Sam Phillips
- 1951 : Storm warning : George Athens
- 1951 : Lightning Strikes Twice de King Vidor : Tom
- 1951 : Le peuple accuse O'Hara (The People Against O'Hara) de John Sturges : Preliminary Hearing Judge
- 1951 : Une vedette disparaît (Callaway Went Thataway) de Melvin Frank et Norman Panama : Mailman
- 1951 : It's a Big Country : Newspaper office receptionist
- 1952 : The Girl in White : Anatomy Professor
- 1952 : You for Me (en) de Don Weis : Harlow Douglas, Brown's Lawyer
- 1952 : Le Bal des mauvais garçons (Stop, You're Killing Me) de Roy Del Ruth : Sad Sam
- 1952 : Reviens petite Sheba (Come Back, Little Sheba) : Man at AA Meeting
- 1952 : Les Ensorcelés (The Bad and the Beautiful) : Wardrobe Man
- 1953 : Le Clown (The Clown) de Robert Z. Leonard : Danny Daylor
- 1953 : Cupidon photographe (I Love Melvin) de Don Weis : Theater Manager
- 1953 : Un homme pas comme les autres (Trouble Along the Way) : Pool player
- 1953 : Jules César (Julius Caesar) : Cobbler
- 1953 : The Caddy : Stage Manager
- 1953 : La Guerre des mondes (The War of the Worlds= : Well-Dressed Looter
- 1953 : Mister Scoutmaster (en) : News Dealer
- 1953 : Jennifer : Grocery Clerk
- 1954 : La Hache sanglante (The Yellow Tomahawk) de Lesley Selander : Willy
- 1954 : Jungle Gents : Lab Technician
- 1954 : The Steel Cage : Pete, the Guard
- 1956 : Fright : Taxi driver
- 1957 : Hot Rod Rumble : Auto Parts Dealer
- 1957 : Back from the Dead : The Doctor
- 1957 : Black Patch (en) d'Allen H. Miner : Luke the Bar-Keep
- 1957 : Four Boys and a Gun de William Berke
- 1958 : Bagarres au King Créole (King Creole) : Hotel Desk Clerk
- 1959 : Millionnaire de cinq sous (The Five Pennies) : Murray, delicatessen waiter
- 1959 : The Rebel Set : Sidney Horner
- 1959 : La Mort aux trousses (North by Northwest) d'Alfred Hitchcock : Ticket Seller
- 1959 : Violence au Kansas (The Jayhawkers!) : Storekeeper
- 1960 : Au nom de la loi (série télévisée) ; saison 2 épisode 19 (Le Monstre) : Assay Clerk
- 1961 : West Side Story de Jerome Robbins et Robert Wise : Doc
- 1962 : Allô, brigade spéciale : Popcorn
- 1962 : Un direct au cœur (Kid Galahad) de Phil Karlson : Max Lieberman
- 1962 : L'Inconnu du gang des jeux (Who's got the action ?) de Daniel Mann : Baldy
- 1963 : Papa's Delicate Condition : Mr. Sparrow
- 1963 : Charade : Leopold W. Gideon
- 1965 : Les Yeux bandés (Blindfold) : Lippy
- 1966 : Gros Coup à Dodge City (A Big Hand for the Little Lady) de Fielder Cook : Owney Price
- 1966 : Good Old Days (TV) : Dad
- 1966 : La Grande combine (The Fortune Cookie) : Doc Schindler
- 1967 : Ready and Willing (TV) : Sammy
- 1968 : Le Fantôme de Barbe-Noire (Blackbeard's Ghost) : Teller
- 1968 : Frissons garantis (Never a Dull Moment) : Rinzy Tobreski
- 1968 : Un amour de Coccinelle (The Love Bug) : Toll Booth Attendant
- 1970 : The Movie Murderer (TV) : Hotel clerk
- 1971 : Enemies (TV)
- 1971 : Banyon (TV) : Lou Moran
- 1971 : Mongo's Back in Town (TV) : Freddie
- 1972 : Adventures of Nick Carter (TV) : Maxie
- 1972 : Lady Sings the Blues : Agent
- 1972 : Bridget Loves Bernie (série TV) : Moe Plotnick (1972-73)
- 1973 : Sauvez le tigre (Save the Tiger) : Sid Fivush
- 1973 : The All-American Boy : Arty Bale
- 1975 : Échec à l'organisation (TV) : Bartender
- 1979 : Goldie and the Boxer (TV) : Al Levinsky
- 1981 : Street Music : Sam